# Équipe d'Algérie de football en 2010
L'équipe d'Algérie de football participe lors de cette année à la Coupe d'Afrique des nations de football 2010 en Angola, où elle termine quatrième, à la Coupe du monde de football 2010 en Afrique du Sud. Elle participera également aux éliminatoires de la Coupe d'Afrique des nations de football 2012. L'équipe d'Algérie est entraînée par Rabah Saâdane.

## Déroulement de la saison

### Classement FIFA 2010
Le tableau ci-dessous présente les coefficients mensuels de l'équipe d'Algérie publiés par la FIFA durant l'année 2010.
| Mois | janv. | fév. | Mars | Avril | Mai | Juin | Juillet | Août | sept. | oct. | nov. | déc. |
| Rang | 26    | 31   | 27   | 31    | 30  | 30   | 33      | 33   | 35    | 33   | 34   | 35   |

### Classement de la CAF
Le tableau ci-dessous présente les coefficients mensuels de l'équipe d'Algérie dans la CAF publiés par la FIFA durant l'année 2010.
| Mois | janv. | fév. | Mars | Avril | Mai | Juin | Juillet | Août | sept. | oct. | nov. | déc. |
| Rang | 5     | 6    | 5    | 5     | 5   | 5    | 5       | 5    | 6     | 4    | 5    | 5    |

## Les Matchs
| Date             | Stade                                                                 | Adversaire           | Score | Comp  | Buteurs algérien                                 |
| 11 janvier 2010  | Stade du 11 novembre Luanda, Angola                                   | Malawi               | 0-3   | CAN   |                                                  |
| 14 janvier 2010  | Stade du 11 novembre Luanda, Angola                                   | Mali                 | 1-0   | CAN   | Halliche 42e                                     |
| 18 janvier 2010  | Stade du 11 novembre Luanda, Angola                                   | Angola               | 0-0   | CAN   |                                                  |
| 24 janvier 2010  | Stade de Chiazi Cabinda, Angola                                       | Côte d'Ivoire        | 3-2   | CAN   | Matmour 40e, Bougherra 90+2e, Hameur Bouazza 93e |
| 28 janvier 2010  | Stade de Ombaka Benguela, Angola                                      | Égypte               | 0-4   | CAN   |                                                  |
| 30 janvier 2010  | Stade de Ombaka Benguela, Angola                                      | Nigeria              | 0-1   | CAN   |                                                  |
| 3 mars 2010      | Stade du 5 juillet 1962 Alger, Algérie                                | Serbie               | 3-0   | A     |                                                  |
| 5 mars 2010      | Stade de Koléa Alger, Algérie                                         | Liechtenstein        | 4-0   | A     | Saïbi 4e, Hadj Aïssa 18e,Metref 44e, Ghazali 68e |
| 13 mars 2010     | Stade de Koléa Alger, Algérie                                         | Libye                | 1-0   | QCHAN | Ghazali 48e                                      |
| 17 avril 2010    | Stade du 11-Juin Tripoli, Libye                                       | Libye                | 1-2   | QCHAN | Hanitser 90e                                     |
| 28 mai 2010      | RDS Arena Dublin, Irlande                                             | République d'Irlande | 0-3   | A     |                                                  |
| 5 juin 2010      | Playmobil-Stadion Fürth, Allemagne                                    | Émirats arabes unis  | 1-0   | A     | Ziani 51e (pen.)                                 |
| 13 juin 2010     | Peter Mokaba Stadium Polokwane, Afrique du Sud                        | Slovénie             | 0-1   | CM    |                                                  |
| 18 juin 2010     | Nelson Mandela Bay Stadium Port Elizabeth, Afrique du Sud             | Angleterre           | 0-0   | CM    |                                                  |
| 23 juin 2010     | Peter Mokaba Stadium Polokwane, Afrique du Sud                        | États-Unis           | 0-1   | CM    |                                                  |
| 11 août 2010     | Stade du 5 juillet 1962 Alger, Algérie                                | Gabon                | 2-1   | A     | Djebbour 80e                                     |
| 3 septembre 2010 | Stade_Mustapha-Tchaker Blida, Algérie                                 | Tanzanie             | 1-1   | QCAN  | Guedioura 45e                                    |
| 10 octobre 2010  | Complexe Sportif Barthélemy Boganda Bangui, République centrafricaine | Centrafrique         | 0-2   | QCAN  |                                                  |
| 17 novembre 2010 | Stade Josy Bartel Luxembourg, Luxembourg                              | Luxembourg           | 0-0   | A     |                                                  |
| 28 décembre 2010 | Stade du 20-Août-1955 Alger, Algérie                                  | Tchad                | 3-1   | A     | Metref 31e,Belkalem 45e 57e                      |

## La saison del'équiped'Algérie de football

### Coupe d'Afrique des nations de football 2010
La Coupe d'Afrique des nations de football 2010 démarre le 10 janvier 2010 en Angola. L'équipe d'Algérie de football jouera son premier dès le lendemain, avec une défaite 3-0 à la clé face à l'équipe du Malawi de football. Pour son second match, l'Algérie affronte le Mali, et signe sa première victoire dans cette compétition grâce à un but de Rafik Halliche. Toujours dans le même stade de Luanda, l'Algérie affronta pour son ultime match dans la phase des poules le pays-hôte : l'Angola, et le match se terminera par un score 0-0, qui qualifie les deux équipes en quarts de finale, ce qui engendre la protestation officielle du Mali à la confédération africaine de football, après que l'Algérie et l'Angola, aient fermé totalement le jeu en deuxième période, quand le Mali menait devant le Malawi 2-1. Protestation qui n'aboutira à rien.
L'Algérie, qualifiée en quarts de finale, rencontrera la Côte d'Ivoire, qu'elle vaincra difficilement 3-2 après prolongations grâce aux buts de Karim Matmour, Madjid Bougherra et Hameur Bouazza. En demi-finale, l'Algérie retrouve l'équipe d'Égypte de football, cette même Égypte que l'Algérie avait éliminé trois mois auparavant du mondial 2010, cependant, trois joueurs algérien recevront un carton rouge, ce qui permettra aux égyptiens de gagner par le score lourd de 4-0. S'ensuivra de ce match une grosse polémique sur la partialité de l'arbitre béninois Coffi Codjia. À la suite de cette défaite, l'Algérie affronte donc l'autre demi-finaliste déchu, le Nigeria, et s'inclinera par le score d'un à zéro, pour occuper finalement la quatrième place de la Coupe d'Afrique des nations de football 2010.

### Préparation à la Coupe du monde de football 2010

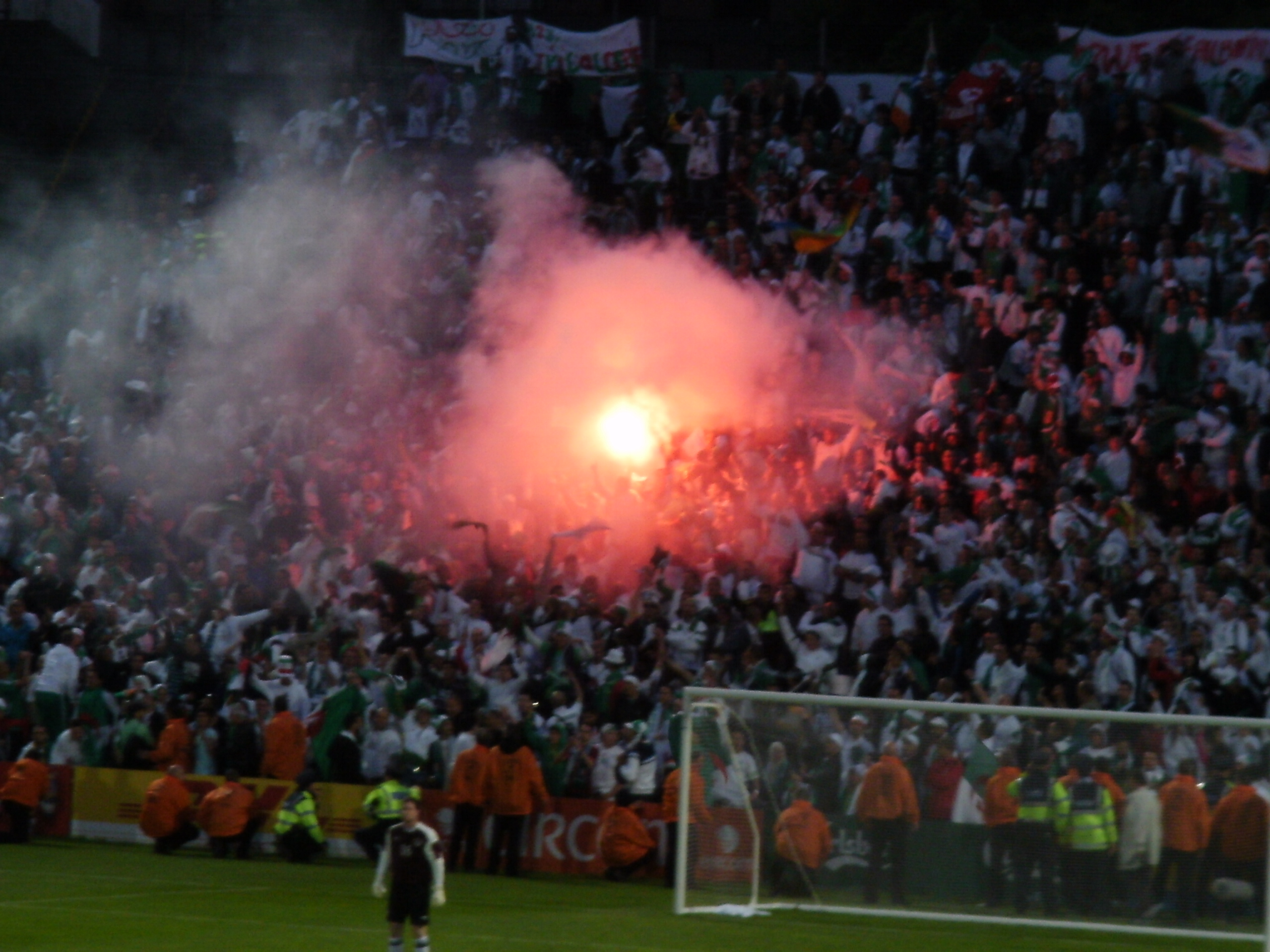
Les fans de l'équipe nationale algérienne en Irlande

Pour préparer la Coupe du monde de football 2010, la première en terre africaine, les responsables du football algérien ont organisé trois matchs amicaux, le premier pour préparer le premier match en Coupe du monde face à la Slovénie  est disputé le 3 mars 2010 face à la Serbie  à Alger devant plus de 100 000 spectateurs, cependant l'équipe perdra par trois buts à zéro. Le match suivant, presque trois mois après face à l'République d'Irlande  le 28 mai 2010 pour préparer le second match des verts face à l'Angleterre . Ce match se terminera par les mêmes score que le premier, c'est-à-dire trois buts à zéro pour l'République d'Irlande . Enfin la sélection algérienne dispute son dernier match préparatoire face aux Émirats arabes unis , le 5 juin 2010, ce match verra la première victoire des Fennecs depuis le match face à la Côte d'Ivoire .

La sélection à aussi effectué deux stages préparatoires, le premier physique dans les hauteurs de Crans-Montana en Suisse du 13 mai 2010 au 28 mai 2010, et le second en Allemagne à Nuremberg du 1er juin 2010 au 5 juin 2010 avant de s'envoler pour l'Afrique du Sud le lendemain, et de s'établir dans ce qui est leur camp de base durant toute la durée du mondial à Durban.
Voici la liste complète des matchs de L'équipe d'Algérie de football en 2010.
Légende: A : Match amical / CM : Coupe du monde de football 2010 / CAN : Coupe d'Afrique des nations de football 2010 / QCAN : Qualifications à la Coupe d'Afrique des nations de football 2012

### Bilan
| Rang | Équipe  | Pts | J  | G | N | P  | Bp | Bc | Diff |
| ---- | ------- | --- | -- | - | - | -- | -- | -- | ---- |
| #    | Algérie | 22  | 20 | 6 | 4 | 10 | 16 | 26 | -10  |

### Résultats détaillés
| Titulaires :    |                       |     |
|                 |                       |     |
| 1               | Swadick Sanudi        |     |
| 3               | Moses Chavula         |     |
| 5               | James Sangala         |     |
| 7               | Peter Mponda          |     |
| 9               | Russel Mwafulirwa     |     |
| 10              | Joseph Kamwendo       |     |
| 11              | Esau Kanyenda         |     |
| 12              | Elvis Kafoteka        |     |
| 13              | Hellings Mwakasungula |     |
| 18              | Peter Wadabwa         | 77e |
| 19              | Davie Banda           | 51e |
|                 |                       |     |
| Remplaçants :   |                       |     |
| 2               | Peter Mgangira        |     |
| 4               | Chiukepo Msowoya      |     |
| 6               | Allan Kamanga         | 51e |
| 8               | Jacob Ngwira          |     |
| 14              | Victor Nyirenda       |     |
| 15              | Robert Ng'ambi        |     |
| 16              | Simplex Nthala        |     |
| 17              | Jimmy Zakazaka        | 77e |
| 20              | Atusaye Nyondo        |     |
| 21              | Maupo Msowoya         |     |
| 22              | Charles Swini         |     |
| 23              | Harry Nyirenda        |     |
|                 |                       |     |
| Sélectionneur : |                       |     |
| Kinnah Phiri    |                       |     |

| Titulaires :    |                            |     |
|                 |                            |     |
| 2               | Madjid Bougherra           |     |
| 3               | Nadir Belhadj              |     |
| 5               | Rafik Halliche             |     |
| 6               | Yazid Mansouri             |     |
| 9               | Abdelkader Ghezzal         | 79e |
| 10              | Rafik Saifi                | 77e |
| 13              | Karim Matmour              | 70e |
| 15              | Karim Ziani                |     |
| 16              | Faouzi Chaouchi            |     |
| 17              | Samir Zaoui                |     |
| 19              | Hassan Yebda               |     |
|                 |                            |     |
| Remplaçants :   |                            |     |
| 1               | Mohamed Ousserir           |     |
| 4               | Antar Yahia                |     |
| 7               | Yacine Bezzaz              | 70e |
| 8               | Khaled Lemmouchia          |     |
| 11              | Slimane Raho               |     |
| 12              | Reda Babouche              |     |
| 14              | Abdelkader Laïfaoui        |     |
| 18              | Hameur Bouazza             | 79e |
| 20              | Mourad Meghni              |     |
| 21              | Abdelmalek Ziaya           | 77e |
| 22              | Djamel Abdoun              |     |
| 23              | Mohamed Lamine Zemmamouche |     |
|                 |                            |     |
| Sélectionneur : |                            |     |
| Rabah Saâdane   |                            |     |

| Titulaires :    |                       |     |
|                 |                       |     |
| 1               | Swadick Sanudi        |     |
| 3               | Moses Chavula         |     |
| 5               | James Sangala         |     |
| 7               | Peter Mponda          |     |
| 9               | Russel Mwafulirwa     |     |
| 10              | Joseph Kamwendo       |     |
| 11              | Esau Kanyenda         |     |
| 12              | Elvis Kafoteka        |     |
| 13              | Hellings Mwakasungula |     |
| 18              | Peter Wadabwa         | 77e |
| 19              | Davie Banda           | 51e |
|                 |                       |     |
| Remplaçants :   |                       |     |
| 2               | Peter Mgangira        |     |
| 4               | Chiukepo Msowoya      |     |
| 6               | Allan Kamanga         | 51e |
| 8               | Jacob Ngwira          |     |
| 14              | Victor Nyirenda       |     |
| 15              | Robert Ng'ambi        |     |
| 16              | Simplex Nthala        |     |
| 17              | Jimmy Zakazaka        | 77e |
| 20              | Atusaye Nyondo        |     |
| 21              | Maupo Msowoya         |     |
| 22              | Charles Swini         |     |
| 23              | Harry Nyirenda        |     |
|                 |                       |     |
| Sélectionneur : |                       |     |
| Kinnah Phiri    |                       |     |

| Titulaires :    |                            |     |
|                 |                            |     |
| 2               | Madjid Bougherra           |     |
| 3               | Nadir Belhadj              |     |
| 5               | Rafik Halliche             |     |
| 6               | Yazid Mansouri             |     |
| 9               | Abdelkader Ghezzal         | 79e |
| 10              | Rafik Saifi                | 77e |
| 13              | Karim Matmour              | 70e |
| 15              | Karim Ziani                |     |
| 16              | Faouzi Chaouchi            |     |
| 17              | Samir Zaoui                |     |
| 19              | Hassan Yebda               |     |
|                 |                            |     |
| Remplaçants :   |                            |     |
| 1               | Mohamed Ousserir           |     |
| 4               | Antar Yahia                |     |
| 7               | Yacine Bezzaz              | 70e |
| 8               | Khaled Lemmouchia          |     |
| 11              | Slimane Raho               |     |
| 12              | Reda Babouche              |     |
| 14              | Abdelkader Laïfaoui        |     |
| 18              | Hameur Bouazza             | 79e |
| 20              | Mourad Meghni              |     |
| 21              | Abdelmalek Ziaya           | 77e |
| 22              | Djamel Abdoun              |     |
| 23              | Mohamed Lamine Zemmamouche |     |
|                 |                            |     |
| Sélectionneur : |                            |     |
| Rabah Saâdane   |                            |     |

| Titulaires :    |                       |     |
|                 |                       |     |
| 2               | Ousmane Berthé        |     |
| 3               | Adama Tamboura        |     |
| 6               | Mahamadou Diarra      |     |
| 7               | Tenema N'Diaye        | 61e |
| 10              | Modibo Maïga          |     |
| 12              | Seydou Keita          |     |
| 13              | Bakary Soumare        |     |
| 16              | Soumbeyla Diakité     |     |
| 18              | Mohamed Sissoko       | 66e |
| 21              | Mustapha Yatabaré     | 59e |
| 23              | Abdoulaye Maïga       |     |
|                 |                       |     |
| Remplaçants :   |                       |     |
| 1               | Mahamadou Sidibé      |     |
| 4               | Samba Sow             |     |
| 5               | Souleymane Diamoutene |     |
| 8               | Mamadou Diallo        | 59e |
| 9               | Mamadou Bagayoko      |     |
| 11              | Mamadou Samassa       |     |
| 14              | Abdou Traoré          |     |
| 15              | Bakaye Traoré         |     |
| 17              | Mahamane Traoré       |     |
| 19              | Frédéric Kanouté      | 61e |
| 20              | Lassana Fané          | 66e |
| 22              | Oumar Sissoko         |     |
|                 |                       |     |
| Sélectionneur : |                       |     |
| Stephen Keshi   |                       |     |

| Titulaires :    |                            |     |
|                 |                            |     |
| 2               | Madjid Bougherra           |     |
| 3               | Nadir Belhadj              |     |
| 5               | Rafik Halliche             |     |
| 6               | Yazid Mansouri             |     |
| 7               | Yacine Bezzaz              | 70e |
| 9               | Abdelkader Ghezzal         | 80e |
| 13              | Karim Matmour              | 90e |
| 14              | Abdelkader Laïfaoui        |     |
| 15              | Karim Ziani                |     |
| 16              | Faouzi Chaouchi            |     |
| 19              | Hassan Yebda               |     |
|                 |                            |     |
| Remplaçants :   |                            |     |
| 1               | Mohamed Ousserir           |     |
| 4               | Antar Yahia                |     |
| 8               | Khaled Lemmouchia          |     |
| 10              | Rafik Saifi                | 80e |
| 11              | Slimane Raho               |     |
| 12              | Reda Babouche              |     |
| 17              | Samir Zaoui                |     |
| 18              | Hameur Bouazza             | 70e |
| 20              | Mourad Meghni              |     |
| 21              | Abdelmalek Ziaya           | 90e |
| 22              | Djamel Abdoun              |     |
| 23              | Mohamed Lamine Zemmamouche |     |
|                 |                            |     |
| Sélectionneur : |                            |     |
| Rabah Saâdane   |                            |     |

| Titulaires :    |                       |     |
|                 |                       |     |
| 2               | Ousmane Berthé        |     |
| 3               | Adama Tamboura        |     |
| 6               | Mahamadou Diarra      |     |
| 7               | Tenema N'Diaye        | 61e |
| 10              | Modibo Maïga          |     |
| 12              | Seydou Keita          |     |
| 13              | Bakary Soumare        |     |
| 16              | Soumbeyla Diakité     |     |
| 18              | Mohamed Sissoko       | 66e |
| 21              | Mustapha Yatabaré     | 59e |
| 23              | Abdoulaye Maïga       |     |
|                 |                       |     |
| Remplaçants :   |                       |     |
| 1               | Mahamadou Sidibé      |     |
| 4               | Samba Sow             |     |
| 5               | Souleymane Diamoutene |     |
| 8               | Mamadou Diallo        | 59e |
| 9               | Mamadou Bagayoko      |     |
| 11              | Mamadou Samassa       |     |
| 14              | Abdou Traoré          |     |
| 15              | Bakaye Traoré         |     |
| 17              | Mahamane Traoré       |     |
| 19              | Frédéric Kanouté      | 61e |
| 20              | Lassana Fané          | 66e |
| 22              | Oumar Sissoko         |     |
|                 |                       |     |
| Sélectionneur : |                       |     |
| Stephen Keshi   |                       |     |

| Titulaires :    |                            |     |
|                 |                            |     |
| 2               | Madjid Bougherra           |     |
| 3               | Nadir Belhadj              |     |
| 5               | Rafik Halliche             |     |
| 6               | Yazid Mansouri             |     |
| 7               | Yacine Bezzaz              | 70e |
| 9               | Abdelkader Ghezzal         | 80e |
| 13              | Karim Matmour              | 90e |
| 14              | Abdelkader Laïfaoui        |     |
| 15              | Karim Ziani                |     |
| 16              | Faouzi Chaouchi            |     |
| 19              | Hassan Yebda               |     |
|                 |                            |     |
| Remplaçants :   |                            |     |
| 1               | Mohamed Ousserir           |     |
| 4               | Antar Yahia                |     |
| 8               | Khaled Lemmouchia          |     |
| 10              | Rafik Saifi                | 80e |
| 11              | Slimane Raho               |     |
| 12              | Reda Babouche              |     |
| 17              | Samir Zaoui                |     |
| 18              | Hameur Bouazza             | 70e |
| 20              | Mourad Meghni              |     |
| 21              | Abdelmalek Ziaya           | 90e |
| 22              | Djamel Abdoun              |     |
| 23              | Mohamed Lamine Zemmamouche |     |
|                 |                            |     |
| Sélectionneur : |                            |     |
| Rabah Saâdane   |                            |     |

| Titulaires :    |                                  |    |
|                 |                                  |    |
| 2               | Jamuana                          |    |
| 5               | Kali                             |    |
| 8               | Xara                             |    |
| 10              | Francisco Zuela                  | ?e |
| 11              | Sebastião Gilberto               |    |
| 13              | Carlos Fernandes                 |    |
| 14              | Djalma Campos                    |    |
| 15              | Rui Marques                      |    |
| 17              | Zé Kalanga                       | ?e |
| 21              | Mabina                           |    |
| 23              | Manucho                          | ?e |
|                 |                                  |    |
| Remplaçants :   |                                  |    |
| 4               | Yahenda Joaquim Caires Fernandes | ?e |
| 7               | Ricardo Job Estevão              | ?e |
| 12              | Johnson Macaba                   | ?e |
|                 |                                  |    |
| Sélectionneur : |                                  |    |
| Manuel José     |                                  |    |

| Titulaires :    |                            |    |
|                 |                            |    |
| 2               | Madjid Bougherra           |    |
| 3               | Nadir Belhadj              |    |
| 5               | Rafik Halliche             |    |
| 6               | Yazid Mansouri             |    |
| 9               | Abdelkader Ghezzal         |    |
| 13              | Karim Matmour              | ?e |
| 14              | Abdelkader Laïfaoui        |    |
| 15              | Karim Ziani                |    |
| 16              | Faouzi Chaouchi            |    |
| 18              | Hameur Bouazza             | ?e |
| 19              | Hassan Yebda               |    |
|                 |                            |    |
| Remplaçants :   |                            |    |
| 1               | Mohamed Ousserir           |    |
| 4               | Antar Yahia                |    |
| 7               | Yacine Bezzaz              |    |
| 8               | Khaled Lemmouchia          |    |
| 10              | Rafik Saifi                |    |
| 11              | Slimane Raho               |    |
| 12              | Reda Babouche              |    |
| 17              | Samir Zaoui                |    |
| 20              | Mourad Meghni              | ?e |
| 21              | Abdelmalek Ziaya           |    |
| 22              | Djamel Abdoun              | ?e |
| 23              | Mohamed Lamine Zemmamouche |    |
|                 |                            |    |
| Sélectionneur : |                            |    |
| Rabah Saâdane   |                            |    |

| Titulaires :    |                                  |    |
|                 |                                  |    |
| 2               | Jamuana                          |    |
| 5               | Kali                             |    |
| 8               | Xara                             |    |
| 10              | Francisco Zuela                  | ?e |
| 11              | Sebastião Gilberto               |    |
| 13              | Carlos Fernandes                 |    |
| 14              | Djalma Campos                    |    |
| 15              | Rui Marques                      |    |
| 17              | Zé Kalanga                       | ?e |
| 21              | Mabina                           |    |
| 23              | Manucho                          | ?e |
|                 |                                  |    |
| Remplaçants :   |                                  |    |
| 4               | Yahenda Joaquim Caires Fernandes | ?e |
| 7               | Ricardo Job Estevão              | ?e |
| 12              | Johnson Macaba                   | ?e |
|                 |                                  |    |
| Sélectionneur : |                                  |    |
| Manuel José     |                                  |    |

| Titulaires :    |                            |    |
|                 |                            |    |
| 2               | Madjid Bougherra           |    |
| 3               | Nadir Belhadj              |    |
| 5               | Rafik Halliche             |    |
| 6               | Yazid Mansouri             |    |
| 9               | Abdelkader Ghezzal         |    |
| 13              | Karim Matmour              | ?e |
| 14              | Abdelkader Laïfaoui        |    |
| 15              | Karim Ziani                |    |
| 16              | Faouzi Chaouchi            |    |
| 18              | Hameur Bouazza             | ?e |
| 19              | Hassan Yebda               |    |
|                 |                            |    |
| Remplaçants :   |                            |    |
| 1               | Mohamed Ousserir           |    |
| 4               | Antar Yahia                |    |
| 7               | Yacine Bezzaz              |    |
| 8               | Khaled Lemmouchia          |    |
| 10              | Rafik Saifi                |    |
| 11              | Slimane Raho               |    |
| 12              | Reda Babouche              |    |
| 17              | Samir Zaoui                |    |
| 20              | Mourad Meghni              | ?e |
| 21              | Abdelmalek Ziaya           |    |
| 22              | Djamel Abdoun              | ?e |
| 23              | Mohamed Lamine Zemmamouche |    |
|                 |                            |    |
| Sélectionneur : |                            |    |
| Rabah Saâdane   |                            |    |

| CAN 2010 Quarts de finale   | Côte d'Ivoire        | 2-3 a. p. | Algérie                                     | Estádio Chimandela, Cabinda                   |                                               |
| 24 janvier 2010 20:30 UTC+1 | Kalou 4e · Keïta 89e | (1-1)     | Matmour 40e · Bougherra 90+2e · Bouazza 92e | Spectateurs : 10 000 Arbitrage : Eddy Maillet | Spectateurs : 10 000 Arbitrage : Eddy Maillet |
| 24 janvier 2010 20:30 UTC+1 | Rapport              |           |                                             | Spectateurs : 10 000 Arbitrage : Eddy Maillet | Spectateurs : 10 000 Arbitrage : Eddy Maillet |

| CAN 2010 Demi-Finale        | Algérie                                   | 0-4     | Égypte                                                         | Complexo da Sr. da Graça, Benguela            |                                               |
| 28 janvier 2010 20:30 UTC+1 |                                           |         | Abd Rabo 39e (pen.) · Zidan 65e · Abdel-Shafy 81e · Nagy 90+4e | Spectateurs : 25 000 Arbitrage : Coffi Codjia | Spectateurs : 25 000 Arbitrage : Coffi Codjia |
| 28 janvier 2010 20:30 UTC+1 | Halliche 38e · Belhadj 70e · Chaouchi 87e | Rapport |                                                                | Spectateurs : 25 000 Arbitrage : Coffi Codjia | Spectateurs : 25 000 Arbitrage : Coffi Codjia |

| CAN 2010 Match pour la 3e place | Nigeria    | 1-0   | Algérie | Complexo da Sr. da Graça, Benguela             |                                                |
| 30 janvier 2010 17:00 UTC+1     | Obinna 55e | (0-0) |         | Spectateurs : 12 000 Arbitrage : Badara Diatta | Spectateurs : 12 000 Arbitrage : Badara Diatta |
| 30 janvier 2010 17:00 UTC+1     | Rapport    |       |         | Spectateurs : 12 000 Arbitrage : Badara Diatta | Spectateurs : 12 000 Arbitrage : Badara Diatta |

| Sélectionneur : |
| Rabah Saâdane   |

| Sélectionneur : |
| Radomir Antić   |

| Sélectionneur : |
| Rabah Saâdane   |

| Sélectionneur : |
| Radomir Antić   |

| Sélectionneur :     |
| Giovanni Trapattoni |

| Sélectionneur : |
| Rabah Saâdane   |

| Sélectionneur :     |
| Giovanni Trapattoni |

| Sélectionneur : |
| Rabah Saâdane   |

| Sélectionneur : |
| Srečko Katanec  |

| Sélectionneur : |
| Rabah Saâdane   |

| Sélectionneur : |
| Srečko Katanec  |

| Sélectionneur : |
| Rabah Saâdane   |

| Match amical               | Algérie | 1-2     | Gabon                       | Alger                       |                             |
| 11 août 2010 20 h 30 UTC+1 | 84e Djebbour | (0-1)   | 34e Cousin · 56e Aubameyang | Arbitrage : Rouaissi Khalil | Arbitrage : Rouaissi Khalil |
| 11 août 2010 20 h 30 UTC+1 | Rapport |         |                             | Arbitrage : Rouaissi Khalil | Arbitrage : Rouaissi Khalil |
| 11 août 2010 20 h 30 UTC+1 | M'Bolhi - Mesbah (Abdoun 55e ) - Medjani - Bougherra - Kadir - Belhadj - Yebda (Ziaya 46e ), - Guedioura - Boudebouz - Djebbour - Ghezzal | Équipes |                             | Arbitrage : Rouaissi Khalil | Arbitrage : Rouaissi Khalil |

| CAN 2012                     | Algérie       | 1-1   | Tanzanie   | Stade du 5-Juillet-1962, Alger |  |
| 3 septembre 2010 22:00 UTC+1 | 45e Guedioura | (1-1) | 33e Tegete |                                |  |
| 3 septembre 2010 22:00 UTC+1 | Rapport       |       |            |                                |  |

| CAN 2012                    | Centrafrique                           | 2-0   | Algérie | Complexe Sportif Barthélemy Boganda, Bangui |  |
| 10 octobre 2010 16:00 UTC+1 | 82e Audin Boutou · 86e Foxi Kethevoama | (0-0) |         |                                             |  |
| 10 octobre 2010 16:00 UTC+1 | Rapport                                |       |         |                                             |  |

| Match amical               | Luxembourg | 0-0   | Algérie | Stade Josy Barthel, Metz |  |
| 17 novembre 2010 20h15 UTC |            | (0-0) |         |                          |  |
| 17 novembre 2010 20h15 UTC | Rapport    |       |         |                          |  |

## Effectif

### CAN
| Numéro / Nom       | Numéro / Nom        | Équipe             | Sél. (but)      | Date de naissance | J.              |                 |                 |                 |                 |
| Gardiens de but    | Gardiens de but     | Gardiens de but    | Gardiens de but | Gardiens de but   | Gardiens de but | Gardiens de but | Gardiens de but | Gardiens de but | Gardiens de but |
| ------------------ | ------------------- | ------------------ | --------------- | ----------------- | --------------- | --------------- | --------------- | --------------- | --------------- |
| 1                  | Mohamed Ousserir    | CR Belouizdad      | 5 (0)           | 5 février 1978    | 0               | 0               | 0               | 0               | 0               |
| 16                 | Fawzi Chaouchi      | ES Sétif           | 2 (0)           | 5 décembre 1984   | 5               | 0               | 0               | 1               | 0               |
| 23                 | Amine Zemmamouche   | MC Alger           | 0 (0)           | 19 mars 1985      | 2               | 0               | 0               | 0               | 0               |
| Défenseurs         |                     |                    |                 |                   |                 |                 |                 |                 |                 |
| 2                  | Madjid Bougherra    | Glasgow Rangers    | 34 (2)          | 7 octobre 1982    | 6               | 1               | 1               | 0               | 0               |
| 3                  | Nadir Belhadj       | Portsmouth FC      | 37 (4)          | 18 juin 1982      | 5               | 0               | 1               | 0               | 1               |
| 4                  | Anthar Yahia        | VFL Bochum         | 40 (5)          | 21 mars 1982      | 2               | 0               | 1               | 0               | 0               |
| 5                  | Rafik Halliche      | CD Nacional        | 9 (1)           | 2 septembre 1986  | 5               | 1               | 0               | 1               | 0               |
| 11                 | Slimane Raho        | ES Setif           | 45 (0)          | 20 octobre 1975   | 2               | 0               | 0               | 0               | 0               |
| 12                 | Redha Babouche      | MC Alger           | 1 (0)           | 3 juillet 1979    | 1               | 0               | 0               | 0               | 0               |
| 14                 | Abdelkader Laïfaoui | ES Setif           | 3 (0)           | 9 juillet 1981    | 3               | 0               | 1               | 0               | 0               |
| 17                 | Samir Zaoui         | ASO Chlef          | 21 (0)          | 3 juin 1976       | 2               | 0               | 1               | 0               | 0               |
| Milieux de terrain |                     |                    |                 |                   |                 |                 |                 |                 |                 |
| 6                  | Yazid Mansouri      | FC Lorient         | 58 (0)          | 25 février 1978   | 6               | 0               | 0               | 0               | 0               |
| 7                  | Yacine Bezzaz       | RC Strasbourg      | 19 (3)          | 10 août 1981      | 2               | 0               | 0               | 0               | 0               |
| 13                 | Karim Matmour       | Mönchengladbach    | 16 (1)          | 25 juin 1985      | 5               | 1               | 2               | 0               | 0               |
| 15                 | Karim Ziani         | VfL Wolfsburg      | 46 (4)          | 17 août 1982      | 6               | 0               | 1               | 0               | 0               |
| 18                 | Hameur Bouazza      | Blackpool          | 10 (1)          | 22 février 1985   | 5               | 1               | 0               | 0               | 0               |
| 19                 | Hassan Yebda        | Portsmouth FC      | 2 (0)           | 14 juin 1984      | 6               | 0               | 1               | 0               | 0               |
| 20                 | Mourad Meghni       | Lazio de Rome      | 5 (0)           | 16 avril 1984     | 4               | 0               | 0               | 0               | 0               |
| 22                 | Djamel Abdoun       | FC Nantes          | 0 (0)           | 14 février 1986   | 4               | 0               | 0               | 0               | 0               |
| Attaquants         |                     |                    |                 |                   |                 |                 |                 |                 |                 |
| 9                  | Abdelkader Ghezzal  | AC Sienne          | 10 (3)          | 5 décembre 1984   | 6               | 0               | 1               | 0               | 0               |
| 10                 | Rafik Saifi         | Al Khor            | 55 (18)         | 7 février 1975    | 3               | 0               | 0               | 0               | 0               |
| 21                 | Abdelmalek Ziaya    | Al Ittihad Djeddah | 0 (0)           | 23 janvier 1984   | 3               | 0               | 0               | 0               | 0               |
| Sélectionneur      |                     |                    |                 |                   |                 |                 |                 |                 |                 |
|                    | Rabah Saâdane       |                    |                 | 3 juin 1946       |                 |                 |                 |                 |                 |

 = capitaine --  Gardien de butDéfenseurMilieu de terrainAttaquantSélectionneur

### CDM
| Numéro / Nom       | Numéro / Nom            | Équipe                 | Sél. (but)      | Date de naissance | J.              |                 |                 |                 |                 |
| Gardiens de but    | Gardiens de but         | Gardiens de but        | Gardiens de but | Gardiens de but   | Gardiens de but | Gardiens de but | Gardiens de but | Gardiens de but | Gardiens de but |
| ------------------ | ----------------------- | ---------------------- | --------------- | ----------------- | --------------- | --------------- | --------------- | --------------- | --------------- |
| 23                 | Abdellatif Ramdane      | MC Alger               | 0 (0)           | 25 avril 1986     | 2               | 0               | 0               | 0               | 0               |
| 16                 | Oussama Benbot          | USM Alger              | 8 (0)           | 5 décembre 1984   | 1               | 0               | 0               | 0               | 0               |
| 1                  | Chamseddine Rahmani     | JS Kabylie             | 48 (0)          | 28 septembre 1977 | 0               | 0               | 0               | 0               | 0               |
| Défenseurs         |                         |                        |                 |                   |                 |                 |                 |                 |                 |
| 2                  | Abdessamad Bounaceur    | USM Alger              | 40 (3)          | 7 octobre 1982    | 3               | 0               | 0               | 0               | 0               |
| 4                  | Rayan Aït-Nouri         | Manchester City        | 43 (5)          | 21 mars 1982      | 3               | 0               | 1               | 1               | 0               |
| 3                  | Zineddine Belaïd        | USM Alger              | 43 (4)          | 16 juin 1982      | 3               | 0               | 0               | 0               | 0               |
| 5                  | Youcef Atal             | Galatasaray SK         | 15 (1)          | 2 septembre 1986  | 3               | 0               | 0               | 0               | 0               |
| 20                 | Ramy Bensebaini         | Borussia Dortmund      | 2 (0)           | 6 octobre 1984    | 1               | 0               | 0               | 0               | 0               |
| 18                 | Adem Alilet             | USM Alger              | 0 (0)           | 15 mai 1985       | 0               | 0               | 0               | 0               | 0               |
| 18                 | Mitchell Weiser         | Werder Brême           | 0 (0)           | 15 mai 1985       | 0               | 0               | 0               | 0               | 0               |
| 18                 | Ahmed Touba             | İstanbul Başakşehir    | 0 (0)           | 15 mai 1985       | 0               | 0               | 0               | 0               | 0               |
| Milieux de terrain |                         |                        |                 |                   |                 |                 |                 |                 |                 |
| 6                  | Nabil Bentaleb          | LOSC Lille             | 65 (0)          | 25 février 1978   | 0               | 0               | 0               | 0               | 0               |
| 17                 | Houssem Aouar           | AS Rome                | 5 (0)           | 12 novembre 1985  | 3               | 0               | 0               | 0               | 0               |
| 19                 | Ibrahim Maza            | Vfb Stuttgart          | 12 (0)          | 14 mai 1984       | 3               | 0               | 2               | 0               | 0               |
| 15                 | Farès Chaïbi            | Eintracht Francfort    | 53 (4)          | 17 août 1982      | 3               | 0               | 0               | 0               | 0               |
| 22                 | Maghnes Akliouche       | AS Monaco              | 5 (0)           | 14 février 1986   | 1               | 0               | 0               | 0               | 0               |
| 21                 | Ismaël Bennacer         | Arsenal                | 5 (0)           | 5 décembre 1983   | 3               | 0               | 0               | 0               | 0               |
| 18                 | Yacine Adli             | AC Milan               | 0 (0)           | 15 mai 1985       | 0               | 0               | 0               | 0               | 0               |
| 21                 | Ramiz Zerrouki          | Feyenoord Rotterdam    | 5 (0)           | 5 décembre 1983   | 3               | 0               | 0               | 0               | 0               |
| 21                 | Adem Zorgane            | Olympique de Marseille | 5 (0)           | 5 décembre 1983   | 3               | 0               | 0               | 0               | 0               |
| Attaquants         |                         |                        |                 |                   |                 |                 |                 |                 |                 |
| 10                 | Rayan Cherki            | AC Milan               | 58 (18)         | 7 février 1975    | 1               | 0               | 0               | 0               | 0               |
| 7                  | Mohamed El Amine Amoura | Eintracht Francfort    | 3 (0)           | 19 février 1990   | 1               | 0               | 0               | 0               | 0               |
| 7                  | Amine Gouiri            | Atletico Madrid        | 3 (0)           | 19 février 1990   | 1               | 0               | 0               | 0               | 0               |
| 7                  | Bachir Belloumi         | Benfica Lisbonne       | 3 (0)           | 19 février 1990   | 1               | 0               | 0               | 0               | 0               |
| 7                  | Anis Hadj Moussa        | Feyenoord Rotterdam    | 3 (0)           | 19 février 1990   | 1               | 0               | 0               | 0               | 0               |
| 7                  | Redouane Berkane        | JS Kabylie             | 3 (0)           | 19 février 1990   | 1               | 0               | 0               | 0               | 0               |
| 7                  | Amin Chiakha            | FC Copenhague          | 3 (0)           | 19 février 1990   | 1               | 0               | 0               | 0               | 0               |
| 18                 | Saïd Benrahma           | Olympique Lyonnais     | 0 (0)           | 15 mai 1985       | 0               | 0               | 0               | 0               | 0               |
| Sélectionneur      |                         |                        |                 |                   |                 |                 |                 |                 |                 |
|                    | Rabah Saâdane           |                        |                 | 3 juin 1946       |                 |                 |                 |                 |                 |

 = capitaine --  Gardien de butDéfenseurMilieu de terrainAttaquantSélectionneur

## Les joueurs
| Joueurs                               |    |    |    |     |    |    |    |    |    |    |    |    |    |    |    |    |
| Gardiens de but                       |    |    |    |     |    |    |    |    |    |    |    |    |    |    |    |    |
| Raïs M'Bolhi (Slavia Sofia)           |    |    |    |     |    |    |    | 23 |    |    | 90 | 90 | 90 | 90 | 90 | 87 |
| Faouzi Chaouchi (ES Sétif)            | 90 | 90 | 90 | 120 | 87 |    |    | 67 | 90 | 90 |    |    |    |    |    |    |
| Mohamed Lamine Zemmamouche (MC Alger) |    |    |    |     | 2  | 90 |    |    |    |    |    |    |    |    |    | 3  |
| Lounès Gaouaoui (ASO Chlef)           |    |    |    |     |    |    | 90 |    |    |    |    |    |    |    |    |    |
| Défenseurs                            |    |    |    |     |    |    |    |    |    |    |    |    |    |    |    |    |
| Madjid Bougherra (Glasgow Rangers)    | 90 | 90 | 90 | 120 | 90 | 90 |    |    | 90 | 90 | 90 | 90 | 90 | 90 | 90 |    |
| Antar Yahia (VfL Bochum)              |    |    |    | 86  | 90 |    | 90 |    | 90 | 90 | 90 | 90 |    |    | 90 | 90 |
| Nadir Belhadj (Portsmouth FC)         | 90 | 90 | 90 | 120 | 70 |    | 90 | 65 | 90 | 90 | 90 | 90 | 90 | 90 | 86 |    |
| Abdelkader Laïfaoui (ES Sétif)        |    | 90 | 90 |     | 23 |    |    |    |    |    |    |    |    |    |    |    |
| Rafik Halliche (CD Nacional)          | 90 | 90 | 90 | 120 | 38 |    |    | 90 | 90 | 90 | 90 | 90 |    | 51 |    |    |
| Djamel Mesbah (US Lecce)              |    |    |    |     |    |    |    | 90 |    |    | 2  |    | 56 |    | 75 | 90 |
| Carl Medjani (AC Ajaccio)             |    |    |    |     |    |    |    |    |    |    |    |    | 90 | 39 | 90 | 90 |
| Slimane Raho (ES Setif)               |    |    |    | 34  |    | 90 | 90 |    |    |    |    |    |    |    |    |    |
| Samir Zaoui (ASO Chlef)               | 90 |    |    |     |    | 90 | 8  |    |    |    |    |    |    |    |    |    |
| Redha Babouche (MC Alger)             |    |    |    |     |    | 90 |    |    |    |    |    |    |    |    |    |    |
| Habib Bellaïd (US Boulogne)           |    |    |    |     |    |    |    | 90 |    |    |    |    |    |    |    |    |
| Mohamed Rabie Meftah (JSM Béjaïa)     |    |    |    |     |    |    |    |    |    |    |    |    |    |    |    | 21 |
| Mehdi Mostefa (Nîmes Olympique)       |    |    |    |     |    |    |    |    |    |    |    |    |    |    |    | 69 |
| Milieux                               |    |    |    |     |    |    |    |    |    |    |    |    |    |    |    |    |
| Yazid Mansouri (FC Lorient)           | 90 | 90 | 90 | 120 | 90 | 90 | 90 | 65 | 66 |    |    |    |    |    |    |    |
| Yacine Bezzaz (RC Strasbourg)         | 20 | 70 |    |     |    |    |    |    |    |    |    |    |    |    |    |    |
| Karim Matmour (Mönchengladbach)       | 70 | 90 | 89 | 120 | 74 |    | 90 |    | 87 | 81 | 90 | 85 |    |    |    |    |
| Karim Ziani (VFL Wolfsburg)           | 90 | 90 | 90 | 106 | 90 | 90 | 71 | 90 | 90 | 90 | 81 | 69 |    | 90 |    | 75 |
| Hameur Bouazza (Blackpool)            | 11 | 20 | 67 | 29  |    | 59 |    |    |    |    |    |    |    |    |    |    |
| Hassan Yebda (Portsmouth FC)          | 90 | 90 | 90 | 120 | 90 | 90 | 90 |    |    | 90 | 88 | 90 | 46 | 90 | 72 |    |
| Mourad Meghni (Lazio de Rome)         |    |    | 23 | 91  | 67 | 59 |    |    |    |    |    |    |    |    |    |    |
| Djamel Abdoun (FC Nantes)             |    |    | 1  | 14  | 16 | 31 | 19 | 8  | 3  |    | 16 |    | 34 | 21 | 90 |    |
| Adlène Guedioura (Wolverhampton FC)   |    |    |    |     |    |    |    | 90 | 14 | 8  | 9  | 21 | 90 | 90 |    |    |
| Medhi Lacen (Racing Santander)        |    |    |    |     |    |    | 82 | 90 | 76 | 90 | 90 | 90 |    |    | 90 | 69 |
| Foued Kadir (Valenciennes FC)         |    |    |    |     |    |    |    | 25 | 24 | 82 | 90 | 90 | 90 |    |    |    |
| Chadli Amri (1. FC Kaiserslautern)    |    |    |    |     |    |    |    |    |    |    |    |    |    | 19 |    |    |
| Khaled Lemmouchia (ES Sétif)          |    |    |    |     |    |    |    |    |    |    |    |    |    |    | 18 | 90 |
| Lazhar Hadj Aissa (ES Sétif)          |    |    |    |     |    |    |    |    |    |    |    |    |    |    | 15 |    |
| Hocine Metref (ES Sétif)              |    |    |    |     |    |    |    |    |    |    |    |    |    |    |    | 21 |
| Walid Mesloub (Le Havre AC)           |    |    |    |     |    |    |    |    |    |    |    |    |    |    |    | 44 |
| Abdelmoumene Djabou (ES Sétif)        |    |    |    |     |    |    |    |    |    |    |    |    |    |    |    | 46 |
| Attaquants                            |    |    |    |     |    |    |    |    |    |    |    |    |    |    |    |    |
| Abdelkader Ghezzal (AC Sienne)        | 79 | 80 | 90 | 120 | 88 | 85 | 63 | 82 | 63 | 15 |    | 25 | 90 | 90 | 90 |    |
| Rafik Djebbour (AEK Athènes FC)       |    |    |    |     |    |    | 27 | 58 | 63 | 58 |    | 65 | 90 | 90 | 90 |    |
| Rafik Saïfi (FC Istres)               | 77 | 10 |    |     |    | 5  |    | 32 | 27 | 9  |    | 5  |    |    |    |    |
| Ryad Boudebouz (FC Sochaux)           |    |    |    |     |    |    |    | 25 | 27 |    | 74 |    | 90 | 69 |    | 90 |
| Abdelmalek Ziaya (Al Ittihad Djeddah) | 13 | 0  |    |     |    | 31 |    |    |    |    |    |    | 44 | 71 | 4  |    |
| Karim Benyamina (1. FC Union Berlin)  |    |    |    |     |    |    |    |    |    |    |    |    |    |    |    | 80 |
| Mohamed Amine Aoudia (Zamalek SC)     |    |    |    |     |    |    |    |    |    |    |    |    |    |    |    | 15 |
| Zahir Zerdab (JSM Béjaïa)             |    |    |    |     |    |    |    |    |    |    |    |    |    |    |    | 10 |

- Les nombres présents dans chaque case de la matrice représentent le nombre de minutes jouées par le joueur lors de ce match (0 signifie que le joueur est entré pendant le temps additionnel).

## Maillot
L'équipe d'Algérie porte en 2010 un maillot confectionné par l'équipementier Puma, du fait du nouvel accord qui unit la fédération algérienne de football et l'équipementier allemand.
| Domicile | Extérieur | Troisième |

| Gardien 1 | Gardien 2 | Gardien 3 |  |